# European Article Numbering országkódok listája
Ez a lista a GS1 szabványügyi szervezet által meghatározott, az EAN (European Article Numbering) gyártmánykódoknál is használt országkódokat sorolja fel.
| Kód                   | Ország |
| --------------------- | --- |
| 000 – 019             | Amerikai Egyesült Államok és Kanada (UPC-A kompatibilitás) |
| 020 – 029             | Amerikai Egyesült Államok, egy szűkebb földrajzi területre korlátozott használathoz, tagországok (szervezetek) általi meghatározásra fenntartva (UPC-A kompatibilitás) |
| 030 – 039             | Amerikai Egyesült Államok, gyógyszerek (UPC-A kompatibilitás) |
| 040 – 049             | Amerikai Egyesült Államok, egy szűkebb, korlátozott használathoz, cégek általi meghatározásra fenntartva (UPC-A kompatibilitás)                                        |
| 050 – 059             | Amerikai Egyesült Államok, későbbi felhasználásra fenntartva (UPC-A kompatibilitás)                                                                                    |
| 060 – 099             | Amerikai Egyesült Államok és Kanada (UPC-A kompatibilitás) |
| 100 – 139             | Amerikai Egyesült Államok |
| 200 – 299             | egy szűkebb földrajzi területre korlátozott használathoz, tagországok általi meghatározásra fenntartva                                                                 |
| 300 – 379             | Franciaország és Monaco |
| 380                   | Bulgária |
| 383                   | Szlovénia |
| 385                   | Horvátország |
| 387                   | Bosznia-Hercegovina |
| 389                   | Montenegró |
| 400 – 440             | Németország (440: a korábbi NDK kódja, az 1990-es újraegyesülés után is használják)                                                                                    |
| 450 – 459             | Japán (a japán gyártmánykód-rendszer egy újabban használt tartománya, a régebbit lásd: 490–499)                                                                        |
| 460 – 469             | Oroszország (a Szovjetunió korábbi kódjai) |
| 470                   | Kirgizisztán |
| 471                   | Tajvan |
| 474                   | Észtország |
| 475                   | Lettország |
| 476                   | Azerbajdzsán |
| 477                   | Litvánia |
| 478                   | Üzbegisztán |
| 479                   | Srí Lanka |
| 480                   | Fülöp-szigetek |
| 481                   | Fehéroroszország |
| 482                   | Ukrajna |
| 483                   | Türkmenisztán |
| 484                   | Moldova |
| 485                   | Örményország |
| 486                   | Grúzia |
| 487                   | Kazahsztán |
| 488                   | Tádzsikisztán |
| 489                   | Hongkong |
| 490 – 499             | Japán (a japán gyártmánykód-rendszer eredeti tartománya, egy újabb tartományát lásd: 450–459)                                                                          |
| 500 – 509             | Egyesült Királyság |
| 520 – 521             | Görögország |
| 528                   | Libanon |
| 529                   | Ciprus |
| 530                   | Albánia |
| 531                   | Észak-Macedónia |
| 535                   | Málta |
| 539                   | Írország |
| 540 – 549             | Belgium és Luxemburg |
| 560                   | Portugália |
| 569                   | Izland |
| 570 – 579             | Dánia, Feröer és Grönland |
| 590                   | Lengyelország |
| 594                   | Románia |
| 599                   | Magyarország |
| 600 – 601             | Dél-afrikai Köztársaság |
| 603                   | Ghána |
| 604                   | Szenegál |
| 605                   | a GS1 Global kezelésében, későbbi tagországi szervezet számára fenntartva                                                                                              |
| 606                   | a GS1 Global kezelésében, későbbi tagországi szervezet számára fenntartva                                                                                              |
| 607                   | Omán |
| 608                   | Bahrein |
| 609                   | Mauritius |
| 610                   | a GS1 Global kezelésében, későbbi tagországi szervezet számára fenntartva                                                                                              |
| 611                   | Marokkó |
| 613                   | Algéria |
| 614                   | a GS1 Global kezelésében, későbbi tagországi szervezet számára fenntartva                                                                                              |
| 615                   | Nigéria |
| 616                   | Kenya |
| 617                   | Kamerun |
| 618                   | Elefántcsontpart |
| 619                   | Tunézia |
| 620                   | Tanzánia |
| 621                   | Szíria |
| 622                   | Egyiptom |
| 623                   | a GS1 Global kezelésében, későbbi tagországi szervezet számára fenntartva (2021 májusa előtt Brunei)                                                                   |
| 624                   | Líbia |
| 625                   | Jordánia |
| 626                   | Irán |
| 627                   | Kuvait |
| 628                   | Szaúd-Arábia |
| 629                   | Egyesült Arab Emírségek |
| 640 – 649             | Finnország |
| 680 – 681 690 – 699   | Kína |
| 700 – 709             | Norvégia |
| 729                   | Izrael |
| 730 – 739             | Svédország |
| 740                   | Guatemala |
| 741                   | Salvador |
| 742                   | Honduras |
| 743                   | Nicaragua |
| 744                   | Costa Rica |
| 745                   | Panama |
| 746                   | Dominikai Köztársaság |
| 750                   | Mexikó |
| 754 – 755             | Kanada |
| 759                   | Venezuela |
| 760 – 769             | Svájc és Liechtenstein |
| 770 – 771             | Kolumbia |
| 773                   | Uruguay |
| 775                   | Peru |
| 777                   | Bolívia |
| 778 – 779             | Argentína |
| 780                   | Chile |
| 784                   | Paraguay |
| 786                   | Ecuador |
| 789 – 790             | Brazília |
| 800 – 839             | Olaszország, San Marino és Vatikán |
| 840 – 849             | Spanyolország és Andorra |
| 850                   | Kuba |
| 858                   | Szlovákia |
| 859                   | Csehország |
| 860                   | Szerbia |
| 865                   | Mongólia |
| 867                   | Észak-Korea |
| 868 – 869             | Törökország |
| 870 – 879             | Hollandia |
| 880 – 881             | Dél-Korea |
| 883                   | Mianmar (Burma) |
| 884                   | Kambodzsa |
| 885                   | Thaiföld |
| 888                   | Szingapúr |
| 890                   | India |
| 893                   | Vietnám |
| 894                   | a GS1 Global kezelésében, későbbi tagországi szervezet számára fenntartva                                                                                              |
| 896                   | Pakisztán |
| 899                   | Indonézia |
| 900 – 919             | Ausztria |
| 930 – 939             | Ausztrália |
| 940 – 949             | Új-Zéland |
| 950                   | a GS1 Global kezeli |
| 951                   | az EPC-rendszer használja |
| 952                   | a GS1 rendszer bemutatásánál és példákban használt kód |
| 955                   | Malajzia |
| 958                   | Makaó |
| 960 – 961 9620 – 9624 | Egyesült Királyság (az EAN-8 rendszerben használják, egyébként lásd: 500–509)                                                                                          |
| 9625 – 9626           | Lengyelország (az EAN-8 rendszerben használják, egyébként lásd: 590)                                                                                                   |
| 977                   | ISSN kódok |
| 978 – 979             | ISBN kódok |
| 980                   | visszatérítési jegyek |
| 981 – 984             | GS1 kuponkódok, közös valutát használó területeken |
| 990 – 999             | GS1 kuponkódok |

Megjegyzés
Azokat a kódokat, amelyek nem szerepelnek a listában, a GS1 szervezet későbbi használatba vételre szánja, illetve olyankor használja (pl. országok számára), amikor a felhasználó nem tagja a szervezetnek. Ezek a kódok következők:
- 381–382, 384, 386, 388
- 390–399 (390: korábban:  Koszovó)[2]
- 441–449
- 472–473
- 510–519
- 522–527
- 532–534, 536–538
- 550–559
- 561–568
- 580–589
- 591–593, 595–598
- 602
- 612
- 630–639
- 650–679
- 710–728
- 747–749
- 751–753, 756–758
- 772, 774, 776
- 781–783, 785, 787–788
- 791–799
- 851–857
- 861–864, 866
- 882, 886–887, 889
- 891–892, 895, 897–898
- 920–929
- 953–954, 956–957, 959
- 970–976
- 985–989

## Külső hivatkozások
- Can You Determine a Product’s Country of Origin by Its Bar Code? (Snopes, 2008. október 28.), cikk az országok kódjairól angol nyelven